# Politikåret 1903

## Händelser
- 10 februari - Sveriges riksdag debatterar den gifta kvinnans myndighet och rätt att själv disponera sin egendom.
- 23 mars - Amerikanska trupper i Honduras för att skydda USA:s konsulat och ett varv i Puerto Cortez under en revolution.
- 24 mars - Norge får rätt att ha sina egna konsulat i utlandet.
- 16 april - En av de värsta judepogromer i det nya århundradet inträffar i den ryska staden Kishnev. Händelsen ger ytterligare näring åt den Sionistiska rörelsen.
- 31 maj - I Sverige bildas Socialdemokraternas Ungdomsförbund, (SDU) (nuvarande SSU), med Karl Gustav Ossiannilsson som förste ordförande. Ledande krafter är Fabian Månsson, Per Albin Hansson, Gustav Möller och Rickard Sandler. Förbundet ger ut tidningen Fram och slår ut de anarkistiska Ungsocialisterna som socialdemokraternas ungdomsförbund.
- 11 juni - Alexander I Obrenovich (1876-1903), konung av Serbien från 1889, och hans gemål Draga Maschin mördas i kungliga palatset i Belgrad av sammansvurna officerare ur Serbiska armén.
- 15 juni - De armeniska kyrkogodsen i Ryssland dras in till staten.
- 20 juni - Sverige avstår sina anspråk på Wismar till Mecklenburg, som Sverige 1803 pantsatte staden till på hundra år, genom ett fördrag i Stockholm. Därmed blir staden helt inlemmad i Tyskland.
- 3 augusti - Under ett möte i London delas det ryska socialdemokratiska arbetarpartiet i två fraktioner. Den revisionistiska benämns mensjeviker (minoritetsmän), och den radikala benämns bolsjeviker (majoritetsmän).
- 10 oktober - I Manchester bildas Women's Social and Political Union (WSPU), den s.k. Suffragettrörelsen av Emmeline Pankhurst och hennes döttrar Christabel och Sylvia. Rörelsens mål är att, med alla medel (även olagliga och våldsamma), genomdriva sina krav på kvinnlig politisk rösträtt.
- 22 oktober - Francis Hagerup efterträder Otto Blehr som Norges statsminister.[1]
- 3 november
  - Området Panama bryts ur Colombia och blir en självständig republik.[2]
  - Giovanni Giolitti efterträder Giuseppe Zanardelli som Italiens konseljpresident.[3]
- 18 november - USA och Panama undertecknar Hay-Varillafördraget vilket ger USA alla rättigheter att bygga, driva och skydda Panamakanalen.
- 21 december - Nederländerna antar en arbetarskyddslag.

## Val
- 16 juni – Folketingsval i Danmark.
- Okänt datum – Stortingsval i Norge.

## Organisationshändelser
- April – I Nederländerna går Fria Antirevolutionära partiet och Kristliga Historiska Väljarförbundet samman och bildar Kristliga Historiska Partiet.
- Okänt datum – I Norge går medlemmar från Høyre och Venstre samman och bildar Samlingspartiet.

## Födda
- 21 april – Hans Hedtoft, Danmarks statsminister 1947–1950 och 1953–1955.
- 2 juli – Alec Douglas-Home, Storbritanniens premiärminister 1963–1964.
- 3 augusti – Habib Bourguiba, Tunisiens förste president 1957–1987.
- Okänt datum – Franck Lavaud, Haitis president 1946 och 1950.

## Avlidna
- 22 augusti – Robert Gascoyne-Cecil, 3:e markis av Salisbury, Storbritanniens premiärminister 1885–1886, 1886–1892 och 1895–1902.

### Fotnoter
1. ↑  ”Norway” (på engelska). World Statesmen. http://www.worldstatesmen.org/Norway.htm. Läst 2 augusti 2015.
2. ↑  ”Panama” (på engelska). World Statesmen. http://www.worldstatesmen.org/Panama.htm. Läst 7 november 2012.
3. ↑  ”Italy” (på engelska). World Statesmen. http://www.worldstatesmen.org/Italy.htm. Läst 31 juli 2015.